# Victor Coroller
Victor Coroller (Rennes, 29 gennaio 1997) è un ostacolista e velocista francese.

## Palmarès
| Anno | Manifestazione            | Sede       | Evento   | Risultato  | Prestazione | Note                                     |
| ---- | ------------------------- | ---------- | -------- | ---------- | ----------- | ---------------------------------------- |
| 2014 | Giochi olimpici giovanili | Nanchino   | 400 m hs | Bronzo     | 51"19       | Miglior prestazione personale            |
| 2015 | Europei juniores          | Eskilstuna | 400 m hs | Oro        | 50"53       |                                          |
| 2015 | Europei juniores          | Eskilstuna | 4×400 m  | dq         | dq          |                                          |
| 2016 | Mondiali under 20         | Bydgoszcz  | 400 m hs | Semifinale | 51"35       |                                          |
| 2017 | Europei under 23          | Bydgoszcz  | 400 m hs | 4º         | 49"96       |                                          |
| 2017 | Europei under 23          | Bydgoszcz  | 4×400 m  | Bronzo     | 3'05"24     |                                          |
| 2017 | Mondiali                  | Londra     | 400 m hs | Semifinale | 55"69       |                                          |
| 2018 | Europei                   | Berlino    | 400 m hs | Semifinale | 49"34       | Miglior prestazione personale stagionale |
| 2019 | Mediterraneo U23 indoor   | Miramas    | 400 m    | Finale     | dq          |                                          |
| 2019 | Europei under 23          | Gävle      | 400 m hs | Batteria   | 50"89       |                                          |
| 2021 | World Relays              | Chorzów    | 4×400 m  | 7º         | 3'06"16     |                                          |
| 2022 | Europei                   | Monaco     | 400 m hs | 8º         | 50"46       |                                          |
| 2023 | Europei indoor            | Istanbul   | 4×400 m  | Argento    | 3'06"52     | Miglior prestazione personale stagionale |

## Altre competizioni internazionali
2013
- Oro al Festival olimpico estivo della gioventù europea ( Utrecht), 400 m hs (84 cm) - 52"85
- Oro al Festival olimpico estivo della gioventù europea ( Utrecht), 4×100 m - 42"33